# テロス
テロス（ギリシア語: Τέλος / Telos）とは、哲学用語の一つ。これはギリシア哲学で用いられた言葉であり、完成や目的、終わりといった語源に相当する。肉体の死に向き合った哲学者たちは、善き人生を全うする道を模索し、そのような事柄をテロスと表現した。